# Juergen Staack
Juergen Staack (* 1978 in Doberlug-Kirchhain) ist ein deutscher Minimal-Art- und Konzeptkünstler aus Düsseldorf.

## Werdegang
Juergen Staack machte nach dem Abitur eine Ausbildung zum Fotografen. Im Anschluss studierte er von 2002 bis 2008 an der Kunstakademie Düsseldorf und war Meisterschüler bei Thomas Ruff, den Akademiebrief machte er bei Christopher Williams. Noch während des Studiums gründete er 2003 mit anderen Absolventen der Klasse die lose Künstlergruppe FEHLSTELLE.

## Werk
Staack entwickelte früh eigene Ausdrucksformen in der konzeptuellen Fotografie, die sowohl die Übersetzbarkeit der Fotografie in Sprache als auch „die materielle Fragilität des analogen und in seiner Flüchtigkeit auch digitalen fotografischen Bildes“ in den Vordergrund stellt. Er greift dafür auf unterschiedliche Medien wie beispielsweise Performance, Sound, Video, Skulpturen oder Fotografien zurück und lässt nicht selten Betrachterinnen und Betrachter zu einem konstitutiven Bestandteil eines künstlerischen Werkes werden. Wiederkehrende Themen stellen in Staacks Arbeiten die Beziehung zwischen Bild und Abbild sowie deren Authentizität und Herkunft dar, die er immer wieder infrage stellt. „Seine Zeichnungen, Sound-Installationen, sprechenden Bilder und poetischen Performances“, schreibt die Journalistin Helga Meister lakonisch, „demonstrieren die Grenzen bildhafter Representation“. Peter Friese, ehemaliger Direktor des Museums Weserburg Bremen, konstatiert unterdessen: 
„Staack geht es in seiner künstlerischen Arbeit aber nicht nur um die Fragen: Was ist ein Bild? Was macht ein Bild aus? Wie, wann und wo entsteht es? Sondern auch: Welchen Stellenwert bekommt ein Bild in einer Welt, die geprägt ist von visuellen Reizen? Und gerade im kontrovers diskutierten Wahrheitsanspruch des Bildes und der inzwischen massenhaften Durchdringung unserer Welt mit immer avancierteren Kommunikationsmedien findet er als Konzeptkünstler sein Terrain. Resultate dieser Recherchen sind seine zum Teil überraschenden bild- und medienkritischen Untersuchungen. Staack bewegt sich dabei im Grenzbereich der Fotografie und schaut mit seinem Zusammenhänge hinterfragenden Blick auch auf den gesellschaftlich verankerten Umgang mit Bildern, mit medienübergreifenden Informationen, mit Sprache und Text.“ 
Unerwartete Transformations- und Übersetzungsprozesse spielen dabei für Staack im wörtlichen wie im übertragenen Sinn oft eine besondere Rolle: Durch unlesbare Codes oder sich auflösende Nachrichten stören seine Arbeiten immer wieder klassische Kommunikationsstrukturen, führen diese mitunter ad absurdum. Dadurch wiederum führen sie „nicht nur die gravierenden Fehlstellen zwischen Wahrnehmung und Kommunikation vor, sondern auch die Grenzen bildhafter Repräsentation. Im Zeitalter einer alles beherrschenden globalen Bildkultur“, so die Kunsthistorikern Sabine Maria Schmidt, „stellt Juergen Staack die Frage nach den bilderzeugenden Grundlagen und Elementen gänzlich neu.“

## Ausstellungen

### Einzelausstellungen (Auswahl)
- 2006: Left Behind, … Missing Pictures, Gallery Space Other, Boston
- 2010: Transformation, Galerie Konrad Fischer, Düsseldorf
- 2013: SAKHA, Galerie Konrad Fischer, Berlin
- 2013: Script, artothek – Raum für Junge Kunst, Köln
- 2014: Zwei, Galerie Konrad Fischer, Düsseldorf
- 2016: Reduktion der Wirklichkeit, Kunstverein Oldenburg, Oldenburg
- 2016: DISPUT, Kunstverein Ruhr, Essen
- 2020: Hans-Peter Feldmann, Thomas Ruff, Juergen Staack, Galerie Konrad Fischer, Düsseldorf
- 2023: Eilike Schlenkhoff, Juergen Staack, Marburger Kunstverein, Marburg
- 2023: Time, Da in die Front, Düsseldorf
- 2023: ABERRATION - EROSION - V1S10N, LOHAUS SOMINSKY Galerie, München
- 2024: UNSERDEUTSCH, Galerie Konrad Fischer, Berlin
- 2024: The Order of Time, Hong Soun & Juergen Staack, SEOJUNG ART Gallery, Seoul

### Gruppenausstellungen (Auswahl)
- 2004 realismus update, Jacobi Haus Künstlerverein Malkasten, Düsseldorf
- 2005: Rencontre des Arles, Arles
- 2009: FEHLSTELLE – LA ZONA, Public Space, Mailand
- 2010: Aber Schwarz ist keine Farbe, Galerie Konrad Fischer, Düsseldorf
- 2011: ars viva – 2011/12, Museum Folkwang, Essen; Riga Art Space, Riga (Litauen); Museum Weserburg, Bremen
- 2011: Hantmann Staack, Kunstraum, Düsseldorf
- 2012: Renania Libre, Gallery Helga de Alvear, Madrid
- 2013: Transfer, MMCA, National Museum for Contemporary Art, Seoul; Museum Osthaus, Hagen
- 2015: AAA – Art and the City, Zürich
- 2015: More Konzeption – Conception now, Museum Morsbroich, Leverkusen
- 2015: daily sounds around, Weltkunstzimmer, Düsseldorf
- 2016: Offenes Depot, Kunsthaus NRW Kornelimünster, Aachen
- 2017: Duett mit KünstlerIn, Museum Morsbroich, Leverkusen
- 2017: Luther und die Avantgarde, Altes Gefängnis, Wittenberg
- 2017: asphalt – Kunststörer, Alte Kämmerei, Düsseldorf
- 2017: Mit den Händen zu greifen und doch nicht zu fassen, Kunsthalle Mainz, Mainz
- 2017: Stress Field, Fine Arts Literature Art Center, Wuhan
- 2017: Duett mit KünstlerIn, Belvedere 21, Wien
- 2018: Deutschland ist keine Insel, Bundeskunsthalle, Bonn
- 2018: büro komplex, Kunsthaus NRW, Aachen
- 2019: Listen to the image, look at the sound, Kai10 – Arthena Foundation, Düsseldorf
- 2021: Sound and Silence, Kunstmuseum Bonn, Bonn
- 2022: Channel: Wave-Particle-Duality, Changwon Skulpturen Biennale, Changwon, Südkorea
- 2022: Die Wirklichkeit ist sowieso schon da, Weltkunstzimmer, Düsseldorf
- 2023: Bis die Bude brummt - 30-jähriges Jubiläum des Fördervereins Museum für Neue Kunst, Museum für Neue Kunst, Freiburg
- 2024: Liminal Stages: Explorations on Perception, Existence and Techno-consciousness, Wind H Art Center, Peking, China
- 2024: Welt anschauen - Positionen der aktuellen Postfotografie und digitalen Bildkultur, Kunstsammlungen Chemnitz, Chemnitz
- 2024: Untimely Resonance - Betwixt & Between Waves, Alternativ Space LOOP, Seoul, Südkorea
- 2025: VERBAL NON VERBAL, LOHAUS SOMINSKY Galerie, München

## Werke in Sammlungen
- Bundeskunstsammlung (Sammlung zeitgenössischer Kunst der Bundesrepublik Deutschland)[7]
- Sammlung Museum Folkwang[8]
- Fördersammlung NRW[9]
- Sammlung des Kunstpalastes[10][11]
- Sammlung Wemhöhner[12]
- Sammlung Philara[13]

## Preise und Förderungen
Preise
- 2011: Förderpreis der Stadt Düsseldorf für Bildende Kunst[15]
- 2011: ars viva-Preis für Bildende Kunst[16]
- 2012: NEW POSITIONS (Art Cologne)[17]

Förderungen
- 2009: Artist in Residence, Tokyo Wonder Site
- 2009: Kunststiftung NRW, Projektförderung für Transcription-Image (die Sprache der Ainu)
- 2012: Kunststiftung NRW, Projektförderung für Eisflüstern
- 2012: Artist in Residence, Changdong Seoul (TRANSFER NRW–Korea), Südkorea
- 2013: Artist in Residence, Art Space Estemp, Sao Paulo
- 2015: Stiftung Kunstfonds (Arbeitsstipendium)
- 2015: Artist in Residence, Hongcheon (Pink Factory), Südkorea
- 2020: Stiftung Kunstfonds, Projektförderung 7 Rooms of Life
- 2020: Stiftung Kunstfonds, Projektförderung Unserdeutsch auf Papua-Neuguinea